# CHORDC1
CHORDC1 (англ. Cysteine and histidine rich domain containing 1) – білок, який кодується однойменним геном, розташованим у людей на 11-й хромосомі. Довжина поліпептидного ланцюга білка становить 332 амінокислот, а молекулярна маса — 37 490.
| 10         |  | 20         |  | 30         |  | 40         |  | 50         |
| ---------- |  | ---------- |  | ---------- |  | ---------- |  | ---------- |
| MALLCYNRGC |  | GQRFDPETNS |  | DDACTYHPGV |  | PVFHDALKGW |  | SCCKRRTTDF |
| SDFLSIVGCT |  | KGRHNSEKPP |  | EPVKPEVKTT |  | EKKELCELKP |  | KFQEHIIQAP |
| KPVEAIKRPS |  | PDEPMTNLEL |  | KISASLKQAL |  | DKLKLSSGNE |  | ENKKEEDNDE |
| IKIGTSCKNG |  | GCSKTYQGLE |  | SLEEVCVYHS |  | GVPIFHEGMK |  | YWSCCRRKTS |
| DFNTFLAQEG |  | CTKGKHMWTK |  | KDAGKKVVPC |  | RHDWHQTGGE |  | VTISVYAKNS |
| LPELSRVEAN |  | STLLNVHIVF |  | EGEKEFDQNV |  | KLWGVIDVKR |  | SYVTMTATKI |
| EITMRKAEPM |  | QWASLELPAA |  | KKQEKQKDAT |  | TD         |  |            |

A: Аланін

C: Цистеїн

D: Аспарагінова кислота

E: Глутамінова кислота

F: Фенілаланін

G: Гліцин

H: Гістидин

I: Ізолейцин

K: Лізин

L: Лейцин

M: Метіонін

N: Аспарагін

P: Пролін

Q: Глутамін

R: Аргінін

S: Серин

T: Треонін

V: Валін

W: Триптофан

Кодований геном білок за функціями належить до шаперонів, фосфопротеїнів. 
Задіяний у таких біологічних процесах, як відповідь на стрес, ацетилювання, альтернативний сплайсинг. 
Білок має сайт для зв'язування з іонами металів, іоном цинку. 